# Oligia minuscula
Oligia minuscula är en fjärilsart som beskrevs av Morrison 1874. Oligia minuscula ingår i släktet Oligia och familjen nattflyn. Inga underarter finns listade i Catalogue of Life.